# Associatie van veenmos en snavelbies
De associatie van veenmos en snavelbies (Sphagno-Rhynchosporetum) is een associatie uit het verbond van veenmos en snavelbies (Rhynchosporion).

## Naamgeving en codering
| Sphagno-Rhynchosporetum albae Barkm. 1968   |
| Sphagno tenelli-Rhynchosporetum Osvald 1923 |

- Syntaxoncode voor Nederland (rVvN): r10Aa02
- BWK-karteringscodes: ao, aoo, aom, ce, ces
- Natura2000-habitattypecodes (EU-codes): H7150, H3160

De wetenschappelijke naam Sphagno-Rhynchosporetum is afgeleid van de botanische namen van respectievelijk zacht veenmos (Sphagnum tenellum) en witte snavelbies (Rhynchospora alba).

## Fysiognomie
Fysiognomisch is de associatie van veenmos en snavelbies lang niet altijd even duidelijk gekarakteriseerd. Het vegetatieaspect wordt vaak in hoge mate bepaald door witbloeiende soorten van de cypergrassenfamilie, waaronder in het bijzonder witte snavelbies en veenpluis. Het veenmosdek dat eronder ligt is veelal door de ijle kruidlaag al te zien. De dikwijls aanwezige zonnedauwsoorten geven een rode tinten aan het aspect en ook zij dragen witte bloemen.
De vegetatiestructuur wordt gevormd door een kruid- en moslaag. De kruidlaag bestaat veelal uit twee etages. De hoogste etage wordt gedomineerd door graminoïden en in de lage etage valt vooral zonnedauw op. De moslaag wordt gedomineerd door veenmossen.

## Ecologie

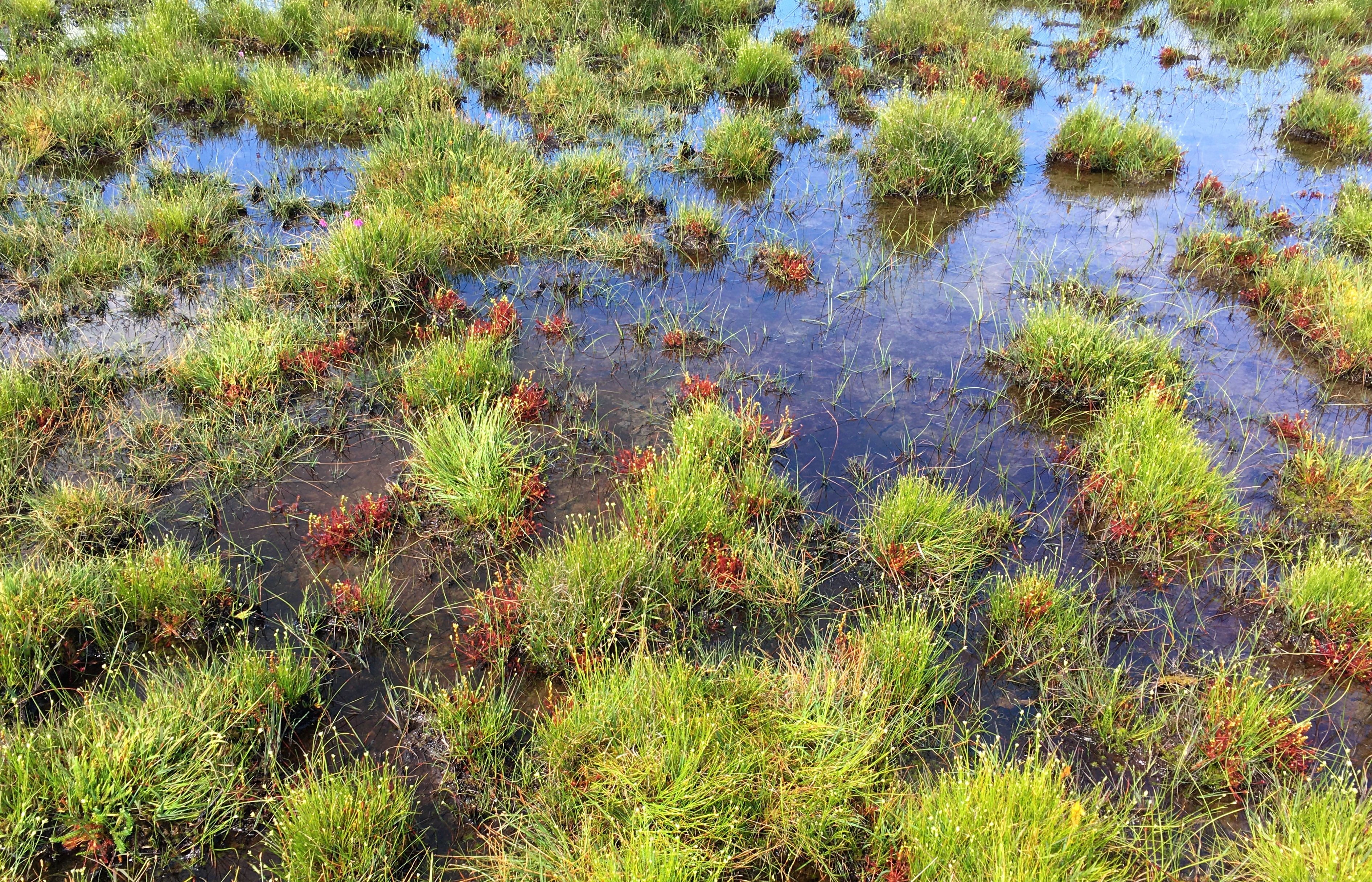
Een open plek in een natte hoogveenslenk waarin een zeer open alsmede nog zeer jonge pioniervorm van de associatie tot ontwikkeling is gekomen. Gaandeweg zal de moslaag zich sluiten en dikker worden.

De associatie van veenmos en snavelbies betreft een oligotrafente, acidofiele verlandingsgemeenschap die voorkomt in natte, ombrotrofe, dystrofe milieus. Het komt voor in zure vennen, slenken en boerenkuilen in hoogveengebieden. De gemiddelde pH-waarde bedraagt 4,5.

## Vegetatiezonering
In de vegetatiezonering maakt de associatie contact met de veenbloembies-associatie, de waterveenmos-associatie, de associatie van gewone dophei en veenmos en soms ook met de oeverkruid-klasse.

## Verspreiding
Het verspreidingsgebied van de associatie van veenmos en snavelbies strekt zich uit over het noordwestelijke deel van Europa, waarin het een zwaartepunt heeft in de atlantische gebieden. In Nederland komt de associatie uitsluitend voor op de hogere zandgronden.

## Diagnostische taxa voor Nederland en Vlaanderen
In de onderstaande synoptische tabel staan de belangrijkste diagnostische taxa voor de associatie van veenmos en snavelbies in Nederland en Vlaanderen.
Kruidlaag
| Diagnostisch taxon | Abundantie | Triviale naam    | Botanische naam          | Opmerking |
| ------------------ | ---------- | ---------------- | ------------------------ | --------- |
| kA                 | r          | lange zonnedauw  | Drosera anglica          |           |
| kA                 | r          | -                | Drosera ×obovata         |           |
| kV                 | a          | witte snavelbies | Rhynchospora alba        |           |
| kK                 | a          | veenpluis        | Eriophorum angustifolium |           |
| bg                 | f          | ronde zonnedauw  | Drosera rotundifolia     |           |
| bg                 | f          | pijpenstrootje   | Molinia caerulea         |           |
| bg                 | o          | kleine zonnedauw | Drosera intermedia       |           |
| bg                 | o          | kleine veenbes   | Vaccinium oxycoccos      |           |
| bg                 | r          | gewone dophei    | Erica tetralix           |           |

Moslaag
| Diagnostisch taxon | Presentie | Triviale naam   | Botanische naam        | Opmerking |
| ------------------ | --------- | --------------- | ---------------------- | --------- |
| kA                 | 22%       | ijl stompmos    | Cladopodiella fluitans |           |
| kV                 | 36%       | slank veenmos   | Sphagnum flexuosum     |           |
| kK                 | 73%       | waterveenmos    | Sphagnum cuspidatum    |           |
| kK                 | 10%       | vensikkelmos    | Warnstorfia fluitans   |           |
| kK                 | 8%        | geoord veenmos  | Sphagnum denticulatum  |           |
| kK                 | 7%        | moerasveenmos   | Sphagnum subsecundum   |           |
| bg                 | 21%       | wrattig veenmos | Sphagnum papillosum    |           |

## Fotogalerij

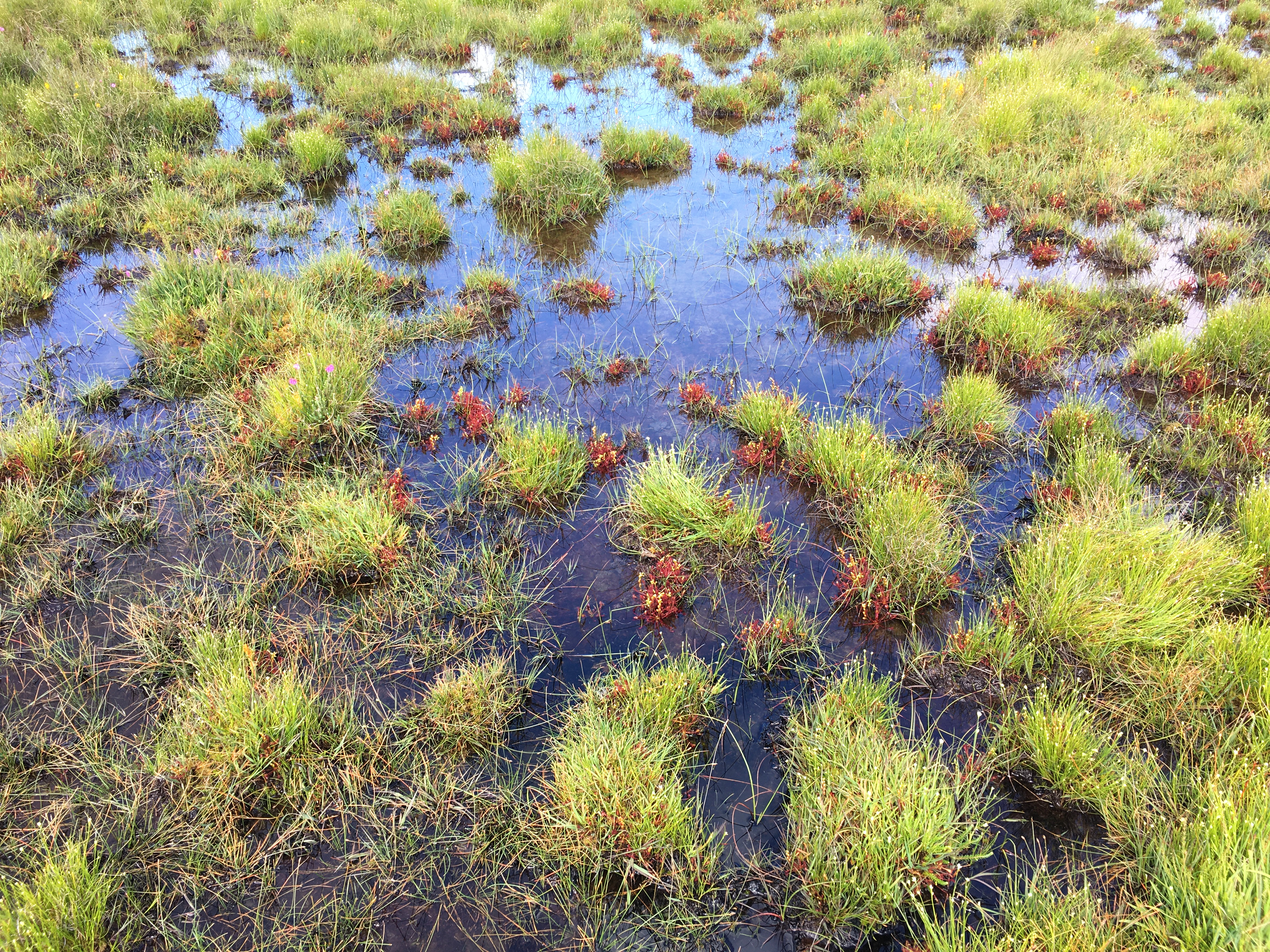
Zeer jonge, open pioniervorm van de associatie in een natte hoogveenslenk.
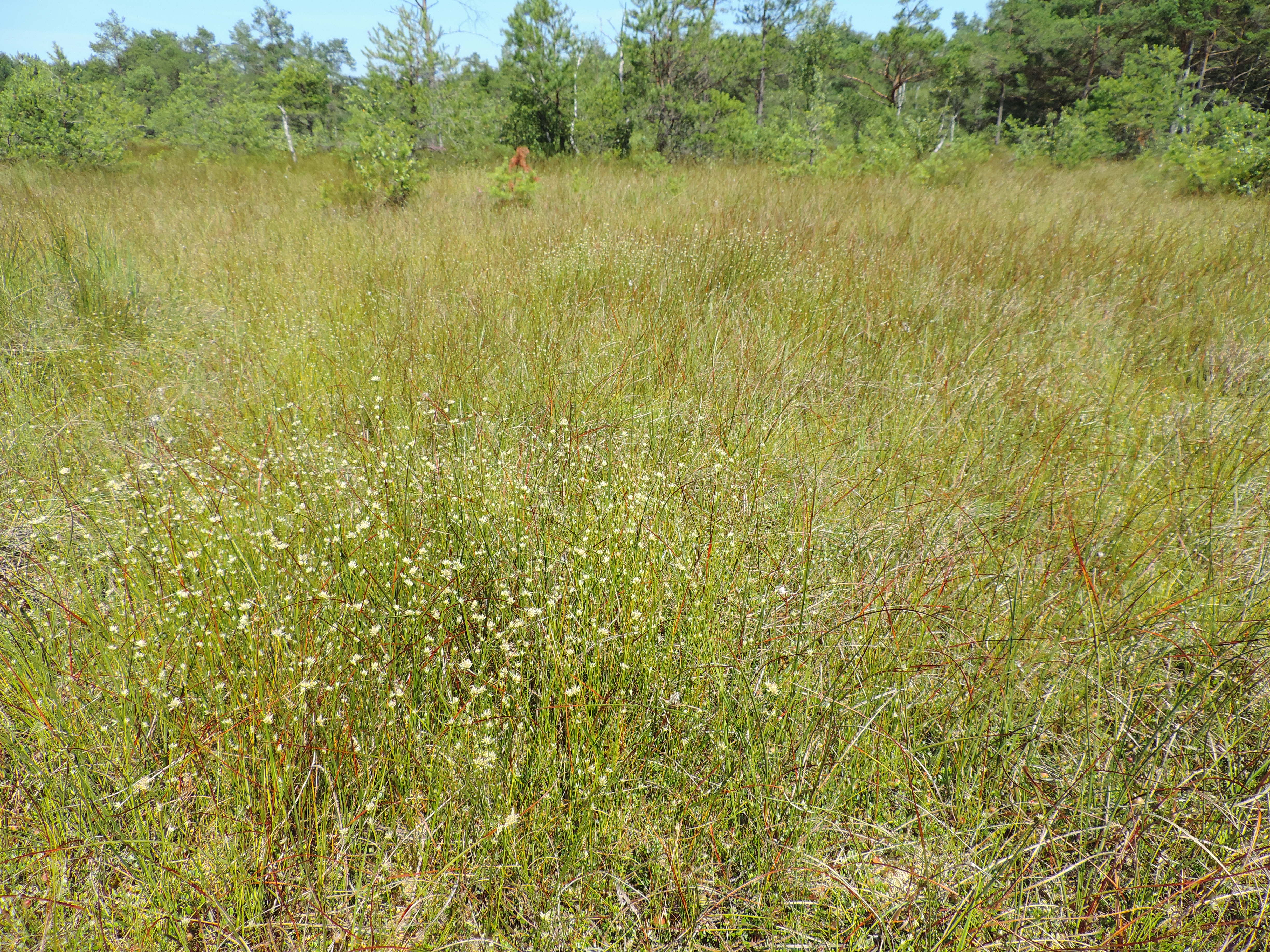
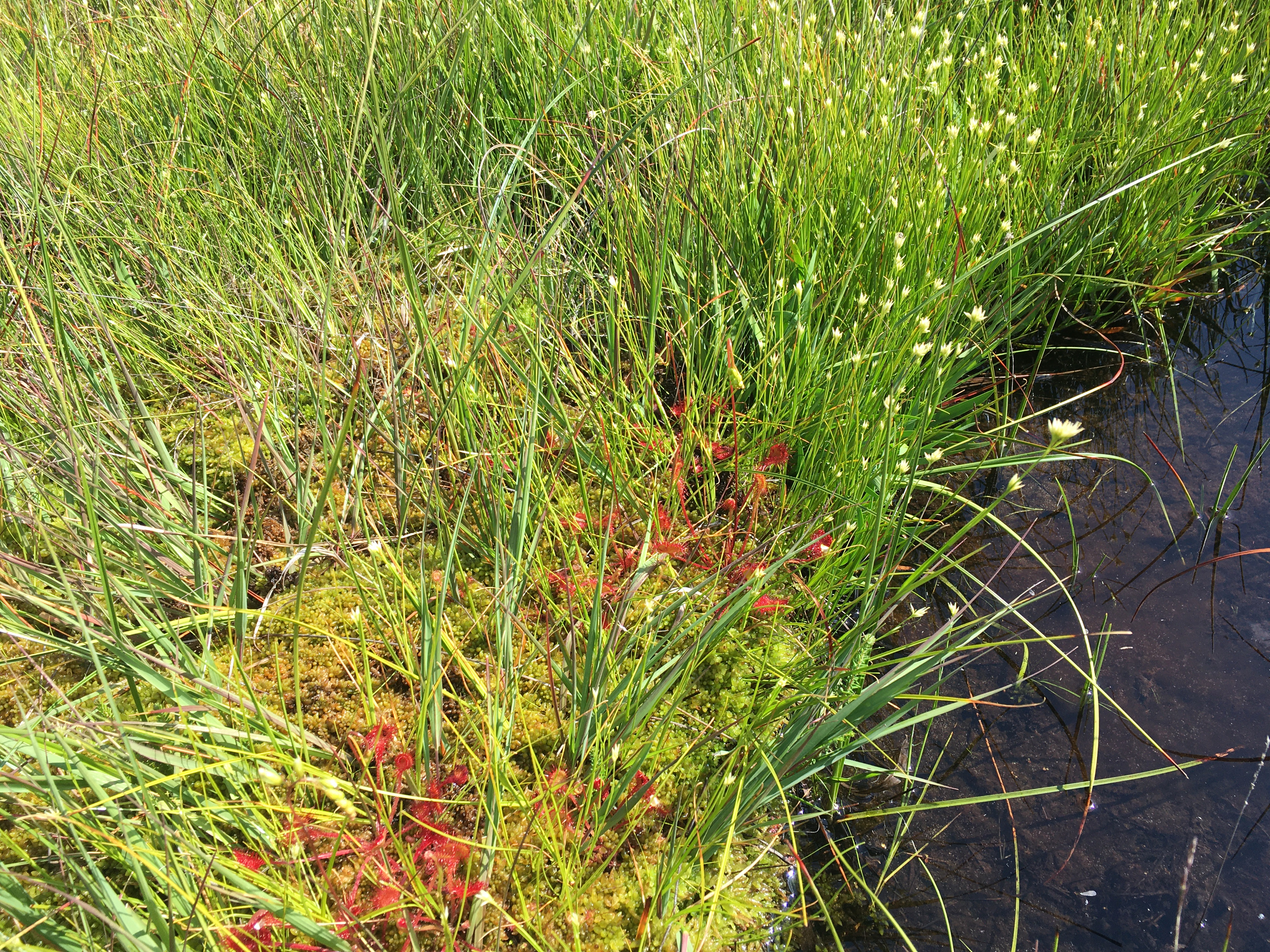